# Macclesfield Bank
Macclesfield Bank oder Großes Zhongsha-Atoll (chinesisch 中沙大環礁 / 中沙大环礁, Pinyin Zhōngshā Dà Huánjiāo, vietn. Bãi Macclesfield, eigentlich MacClesfield geschrieben) ist ein versunkenes Atoll mit Unterwasser-Riffen und Untiefen im Südchinesischen Meer und eines der größten Atolle der Welt.

## Geografie
Das Atoll ist in etwa gleich weit von den Küsten Vietnams, der chinesischen Insel Hainan und der philippinischen Hauptinsel Luzon entfernt. Die Paracel-Inseln befinden sich ungefähr 200 km im Westen, die Spratly-Inseln 500 km im Süden. Seine elliptische Form hat von Südwest nach Nordost eine Ausdehnung von ca. 130 km, von Südost nach Nordwest von über 70 km.

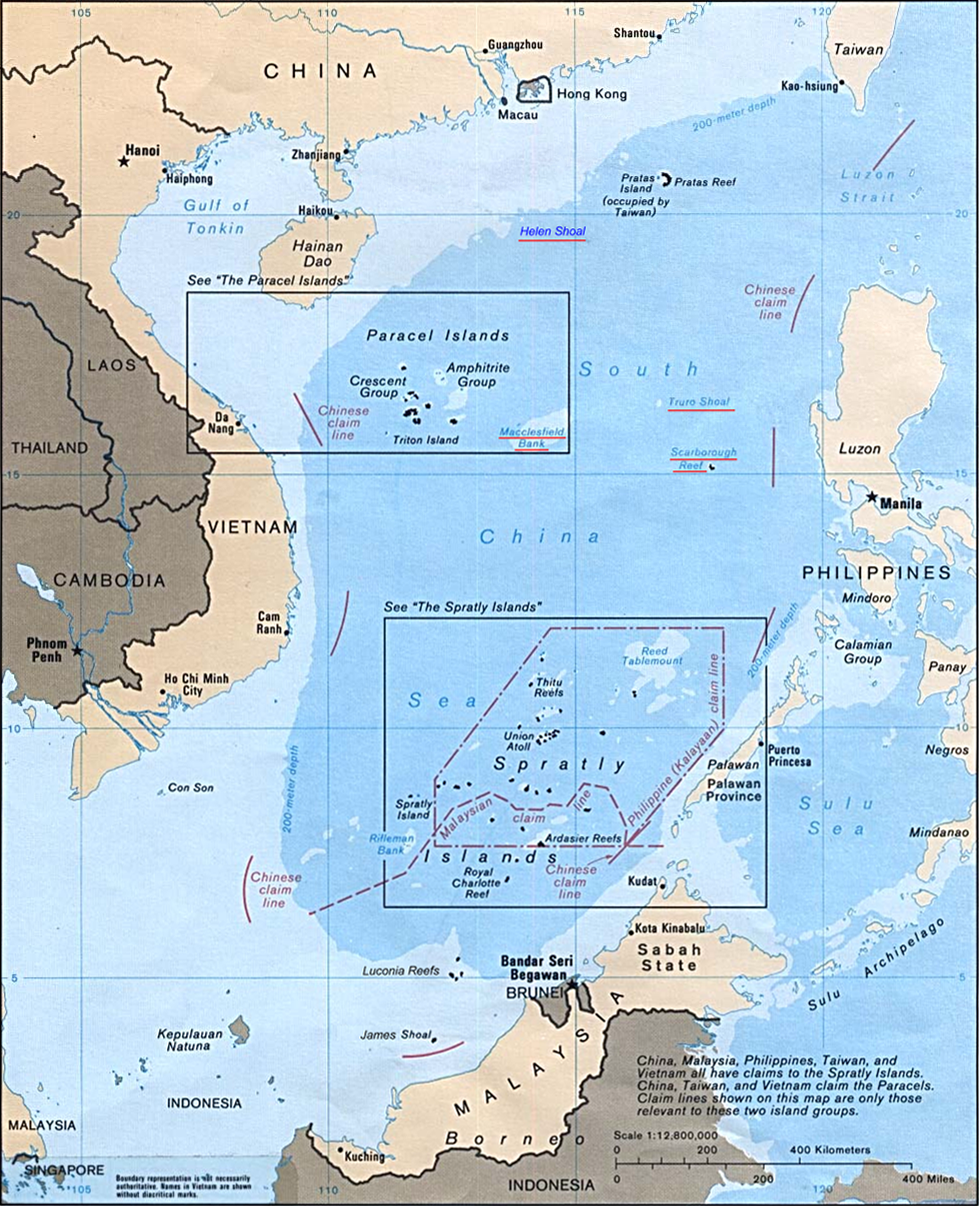
Lage im Südchinesischen Meer

Es ist vollständig von Wasser bedeckt und gehört mit einer Ausdehnung von fast 6500 km² zu den größten Atollen der Welt. Die gebrochenen Korallenriffe des Atolls liegen zwischen 11 und 18 m unter Wasser, die flachste Stelle des ganzen Atolls bei Manbu Ansha nur 9 m. Die mit dem Atoll versunkene Lagune hat Tiefen bis zu 100 m, bleibt damit aber hinter den direkt angrenzenden Meerestiefen im Westen (2500 m) und Osten (4000 m) deutlich zurück.
Das Atoll gehört zu den Inseln und Atollen, die China zu den Zhongsha-Inseln zählt.
Macclesfield Bank besteht aus einer Vielzahl von Riffen und Sandbänken, die sich im Ring des Atolls, aber auch in der Lagune innerhalb des Atolls befinden.

### Riffe und Sandbänke des Atoll-Rings
| Chines. Name    | Chinesisch | Englischer Name | Koordinaten           | Bemerkungen                           |
| --------------- | ---------- | --------------- | --------------------- | ------------------------------------- |
| Anding Lianjiao | 安定连礁   | Addington Patch | 15° 37′ N, 114° 24′ O |                                       |
| Bengu Ansha     | 本固暗沙   | Bangkok Shoal   | 16° 00′ N, 114° 06′ O |                                       |
| Biwei Ansha     | 比微暗沙   | Pigmy Shoal     | 16° 13′ N, 114° 44′ O | auch: „Pygmy Shoal“                   |
| Bofu Ansha      | 波洑暗沙   | Balfour Shoal   | 15° 27′ N, 114° 00′ O | wird auch 伏洑暗沙 Fufu Ansha genannt |
| Bude Ansha      | 布德暗沙   | Bassett Shoal   | 15° 27′ N, 114° 10′ O |                                       |
| Guodian Ansha   | 果淀暗沙   | Cawston Shoal   | 15° 32′ N, 113° 46′ O |                                       |
| Haijiu Ansha    | 海鸠暗沙   | Plover Shoal    | 15° 36′ N, 114° 28′ O |                                       |
| Huaxia Ansha    | 华夏暗沙   | Cathay Shoal    | 15° 54′ N, 113° 58′ O | manchmal irrtümlich auch: Cathy Shoal |
| Jimeng Ansha    | 济猛暗沙   | Learmonth Shoal | 15° 42′ N, 114° 41′ O |                                       |
| Kongpai Ansha   | 控湃暗沙   | Combe Shoal     | 15° 48′ N, 113° 54′ O |                                       |
| Luban Ansha     | 鲁班暗沙   | Carpenter Shoal | 16° 04′ N, 114° 18′ O |                                       |
| Meibin Ansha    | 美滨暗沙   | Magpie Shoal    | 16° 03′ N, 114° 13′ O |                                       |
| Meixi Ansha     | 美溪暗沙   | Smith Shoal     | 15° 27′ N, 114° 12′ O |                                       |
| Paibo Ansha     | 排波暗沙   | Parry Shoal     | 15° 29′ N, 113° 51′ O |                                       |
| Paihong Tan     | 排洪滩     | Penguin Bank    | 15° 38′ N, 113° 43′ O |                                       |
| Taojing Ansha   | 涛静暗沙   | Tancred Shoal   | 15° 41′ N, 113° 54′ O |                                       |
| Wuyong Ansha    | 武勇暗沙   | Howard Shoal    | 15° 52′ N, 114° 47′ O |                                       |
| Ximen Ansha     | 西門暗沙   | Siamese Shoal   | 15° 58′ N, 114° 03′ O |                                       |
| Yinji Tan       | 隐矶滩     | Engeria Bank    | 16° 03′ N, 114° 56′ O | auch: „Egeria Bank“                   |
| Zhongbei Ansha  | 中北暗沙   | Oliver Shoal    | 15° 57′ N, 115° 24′ O | hieß vor 1983 立夫暗沙 Lifu Ansha     |

### Riffe und Sandbänke innerhalb der Lagune
| Chines. Name     | Chinesisch | Englischer Name | Koordinaten           | Bemerkungen |
| ---------------- | ---------- | --------------- | --------------------- | ----------- |
| Lexi Ansha       | 乐西暗沙   | Phillip’s Shoal | 15° 52′ N, 114° 25′ O |             |
| Manbu Ansha      | 漫步暗沙   | Walker Shoal    | 15° 55′ N, 114° 29′ O |             |
| Nanfei Ansha     | 南扉暗沙   | Margesson Shoal | 15° 55′ N, 114° 38′ O |             |
| Pingnan Ansha    | 屏南暗沙   | Payne Shoal     | 15° 52′ N, 114° 34′ O |             |
| Shitang Lianjiao | 石塘连礁   | Hardy Patches   | 16° 02′ N, 114° 46′ O |             |
| Zhizhang Ansha   | 指掌暗沙   | Hand Shoal      | 16° 00′ N, 114° 39′ O |             |

## Geschichte
1701 wurde das Atoll durch den Ostindienfahrer Macclesfield auf dem Rückweg von China angesteuert und kartografiert. 1804 lief die HMS Macclesfield hier auf Grund. Nach einem der beiden Schiffen wurde das Atoll benannt.
Im April 1888 wurde es durch die HMS Rambler erneut kartografiert.

## Ansprüche
Macclesfield Bank ist ein unter der Wasseroberfläche liegendes Atoll und wird von zwei Nationen als ihr Territorium beansprucht:
- Taiwan
- Volksrepublik China – hier wird es der Stadt Sansha zugeordnet

Manchmal wird berichtet, auch die Philippinen erhöben Ansprüche; dies trifft nicht zu. Die Philippinen erkennen aber die chinesischen Ansprüche auf das Riff nicht an.
Es wird bezweifelt, ob überhaupt ein territorialer Anspruch eines Nationalstaates vorgebracht werden kann, da das gesamte Gebiet unter der Wasseroberfläche liegt.

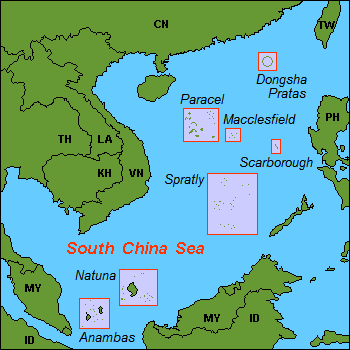
Inselchen und Inselgruppen im Südchinesischen Meer

Im gesamten südchinesischen Meer gibt es eine Reihe von Inselchen oder Inselgruppen, über deren Zugehörigkeit sich die Anliegerstaaten streiten, wobei die kleinen Inseln häufig nur Sandbänke oder – versunkene – Korallenriffe sind, von denen manche nicht einmal bei Ebbe über den Meeresspiegel herausragen. Spätestens seit die VR China 2009 bei den Vereinten Nationen mit der „Neun-Striche-Karte“ ihre weitgehenden Ansprüche bekräftigt hat, treten diese Streitigkeiten immer mehr in den Vordergrund.
Weitere umstrittene Inseln und Inselgruppen im südchinesischen Meer:
- Dongsha-Inseln
- Paracel-Inseln
- Scarborough-Riff
- Spratly-Inseln